# Savio Paul D'sa
Savio Paul D'sa (conocido también como a.k.a. Karaoke King, título declarado por Radio Music and India infoline; n. Bombay, 6 de febrero de 1978) es un cantante indio, además es fundador y productor de karaoke-world-championships, donde se han formado a nuevos talentos. Su empresa se hizo conocer a patir del 2011, siendo además una de las celebridades del Bollywood a la par de Javed Jaffrey, Manasi Scott, Raju Singh, Sulaiman Merchant, Remo Fernandes, Lesle Lewis y Sunita Rao. También fue el primer intérprete indio para participar en el Karaoke World Championship de los Estados Unidos en la final.

## Biografía
Nació en el barrio de St. Pius Parish, en la ciudad de Bombay, es el menor de seis hijos formada por la pareja de esposos; Montina Flory D'Sa, una ama de casa y Lawrence Anthony D'Sa, un oficial de la naval de Bombay Port Trust, Savio profesa la religión católica y cuando era niño, participaba en la iglesia como monaguillo. Completó sus estudios en el St Pius X High School Mulund Occidental) y más adelante se trasladó a St Xavier College en Mumbai, después se matriculó en la Universidad de Mumbai. Durante sus años de escolaridad, él era muy involucrado en la escuela y en la iglesia de sketches, también en obras de teatro. Savio D'Sa, era conocido por sus habilidades de mimetismo y humor desde su infancia.

## Carrera
Su carrera comenzó, trabajando en el campo de relaciones al clientes a la edad de 18 años de edad con Birdys By Taj, un Grupo de Hotels Elite Bakery desde 1997 y luego pasó a trabajar en McDonalds Outlet, cuando esta fue inaugurada en la ciudad de Mumbai. Luego consiguió emplearse con Omnitech Computers Ltd. y CMS Computers Pvt Ltd, en su departamento de servicios al cliente de DJing, para funciones cristianas.

## En el karaoke
Savio fue uno de los invitados para participar como jurado en el  "karaoke world championship USA", esto en la gran final que se celebró en una sala musical organizado en Dallas, Texas en los Estados Unidos, en octubre del 2014. En total compitieron unos 60 concursantes, para representar en el USA at KWC. Siendo además un campeonato a nivel mundial. Un concursante de la categoría masculina de KWC EE. UU. tomó el primer lugar y una concursante femenina fue segundo lugar en este evento. Luego tomaron el segundo lugar en la final de los Campeonatos Mundiales de karaoke, celebradas en el Globe Arena de Estocolmo, Suecia.